# Bégamonostor község
Bégamonostor község (románul: Comuna Mănăștiur) község Temes megyében, Romániában. Központja Bégamonostor, beosztott falvai Hosszúremete, Maroserdőd, Topla.

## Népessége
A 2011-es népszámlálás adatai alapján a község népessége 1658 fő volt.